# Barbara Folta
Barbara Folta (ur. 23 lutego 1933 w Jaśle, zm. 4 stycznia 2020 w Złotym Stoku) – polska dziennikarka, prezenterka, reżyserka i historyczka.

## Życiorys
Córka Władysława i Salomei, urodziła się 23 lutego 1933 w Jaśle. Ukończyła I Liceum Ogólnokształcące w Jaśle, a następnie studia dziennikarskie na Uniwersytecie Jagiellońskim i po studiach od 1954 r. pracowała w Polskim Radiu Wrocław, a w latach 1960. była jedną z pierwszych prezenterek Telewizji Wrocław. Ponadto była reżyserką, scenarzystką i realizatorką filmów dokumentalnych. W 1988 r. została nagrodzona Srebrnym Pegazem na Przeglądzie Filmów o Sztuce w Zakopanem za reżyserie filmu W kręgu Stanisława Szukalskiego. Pracowała również jako redaktor czasopisma społeczno-kulturalnego Spotkajmy się we Wrocławiu.
Członkini Stowarzyszenia Dziennikarzy RP i zarządu okręgu dolnośląskiego tej organizacji, działaczka Klubu Krytyki Teatralnej Stowarzyszenia Dziennikarzy RP. Wyróżniona Odznaką Honorową Zasłużony dla Województwa Dolnośląskiego. Zaangażowana również w życie kulturalne Jasła i działalność tamtejszych organizacji społecznych.
Była specjalistką z zakresu historii najnowszej. W 2004 r. wydała książkę o twórcy Zagłębia Miedziowego Tadeuszu Zastawniku, a w 2012 r. na podstawie tych samych badań uzyskała stopień doktorski pod kierunkiem prof. dra hab. Wojciecha Wrzesińskiego.
Zmarła 4 stycznia 2020 r., pogrzeb odbył się w Jaśle na Starym Cmentarzu.